# Fallen Angel (Traci Lords)
Fallen Angel è il secondo singolo della cantante e attrice statunitense Traci Lords, estratto dal suo album di debutto 1000 Fires e pubblicato il 3 agosto 1995 dalla Radioactive Records.

## Video musicale
Sono stati pubblicati due video ufficiali per il singolo: uno, realizzato con la versione album del brano, consiste in alcune scene tratte dal film Virtuality (in cui Lords recita), mentre il secondo, realizzato con la versione Honeymoon Stitch, è stato diretto da Stéphane Sednaoui.

## Tracce
Testi e musiche di Traci Lords, Johann Bley e Ben Watkins.
Vinile 12" (Regno Unito)
1. Fallen Angel (Honeymoon Stitch Mix) – 4:09
2. Fallen Angel (Perfecto Mix) – 7:57
3. Fallen Angel (Primax Iberian Mix) – 5:04
4. Fallen Angel (Muzik Club Vocal) – 8:15
5. Fallen Angel (Sexy Perfecto Dub) – 9:06

CD (Australia, Europa)
1. Fallen Angel (Honeymoon Stitch Radio Mix) – 4:03
2. Fallen Angel (Perfecto Mix) – 8:00
3. Fallen Angel (Muzik Club Vocal) – 8:18
4. Fallen Angel (Primax Iberian Mix) – 5:07
5. Fallen Angel (Sexy Perfecto Dub) – 9:06
6. Fallen Angel (Honeymoon Stitch Mix) – 4:53
7. Fallen Angel (Original Album Mix) – 4:58

Vinile 12" (Stati Uniti)
1. Fallen Angel (Perfecto Mix) – 7:58
2. Fallen Angel (Honeymoon Stitch Mix) – 4:49
3. Fallen Angel (Muzik Club Vocal) – 8:16
4. Fallen Angel (Mykonos House Mix) – 10:05

CD (Stati Uniti)
1. Fallen Angel (Honeymoon Stitch Mix) – 4:50
2. Fallen Angel (Perfecto Mix) – 8:00
3. Fallen Angel (Muzik Club Vocal) – 8:18
4. Fallen Angel (Mykonos House Mix) – 10:05
5. Fallen Angel (Sexy Perfecto Dub) – 9:06
6. Fallen Angel (Honeymoon Stitch Mix) – 4:53
7. Fallen Angel (Original Album Mix) – 4:58

## Crediti
- Traci Lords – voce
- Ben Watkins – produzione
- Juno Reactor – produzione, programmazione
- Gary Kurfirst – produzione esecutiva
- Otto the Barbarian – ingegneria
- Nahoko Maehara – assistente all'ingegneria

## Classifiche
| Classifica (1995)   | Posizione massima |
| ------------------- | ----------------- |
| Regno Unito         | 72                |
| Stati Uniti (dance) | 11                |